# Ogyris ianthis
Ogyris ianthis är en fjärilsart som beskrevs av Oswald Beltram Lower 1900. Ogyris ianthis ingår i släktet Ogyris och familjen juvelvingar. Inga underarter finns listade i Catalogue of Life.

## Bildgalleri

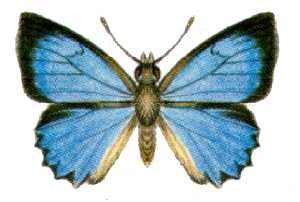